# دانيال إمبير
دانيال إمبير (بالإنجليزية: Dany Imbert)‏ هو لاعب كرة قدم موريشيوسي في مركز الهجوم، ولد في 17 ديسمبر 1952 في موريشيوس، وتوفي بنفس المكان في 15 مارس 2016 بسبب سكتة دماغية. شارك مع منتخب موريشيوس لكرة القدم.

## وصلات خارجية
- دانيال إمبير على موقع الاتحاد الدولي (مؤرشف)  (الإنجليزية)
- دانيال إمبير على موقع قاعدة بيانات كرة القدم.إي يو (الإنجليزية)
- دانيال إمبير على موقع ناشيونال فوتبول تيمز (الإنجليزية)